# 莉迪娅·维德曼
莉迪娅·维德曼（芬蘭語：Lydia Wideman，1920年5月17日—2019年4月13日），芬兰女子越野滑雪运动员。她曾代表芬兰参加1952年冬季奥林匹克运动会越野滑雪比赛，获得女子10公里金牌。